# Rambling Rector
'Rambling Rector' est un cultivar de rosier-liane obtenu par Hill en Irlande en 1912, hybride de Rosa multiflora. Il appartient au groupe des polyanthas. Il est fameux dans de nombreux pays du monde.

## Description
Ce rosier-liane à la végétation exubérante, aux longues lianes épineuses et à feuillage vert clair, est plébiscité par les amateurs de roses depuis plus d'un siècle. Ses lianes atteignent 5 m en un été et il peut facilement parvenir à 10 m pour une envergure de 4 m. Il fleurit très abondamment et longtemps en juin jusqu'à la mi-juillet. Ses petites fleurs parfumées de 4 cm environ sont demi-doubles (20 pétales) et de couleur blanc-crème à étamines d'or groupées en gros bouquets.
Il est idéal pour recouvrir de grands arbres, un bâtiment, une clôture ou de hauts murs, ses jeunes pousses se couvrant de cascades de fleurs. En automne, il donne une multitude de fruits rouge orangé. Il doit être placé en plein soleil. Il résiste aux hivers froids.

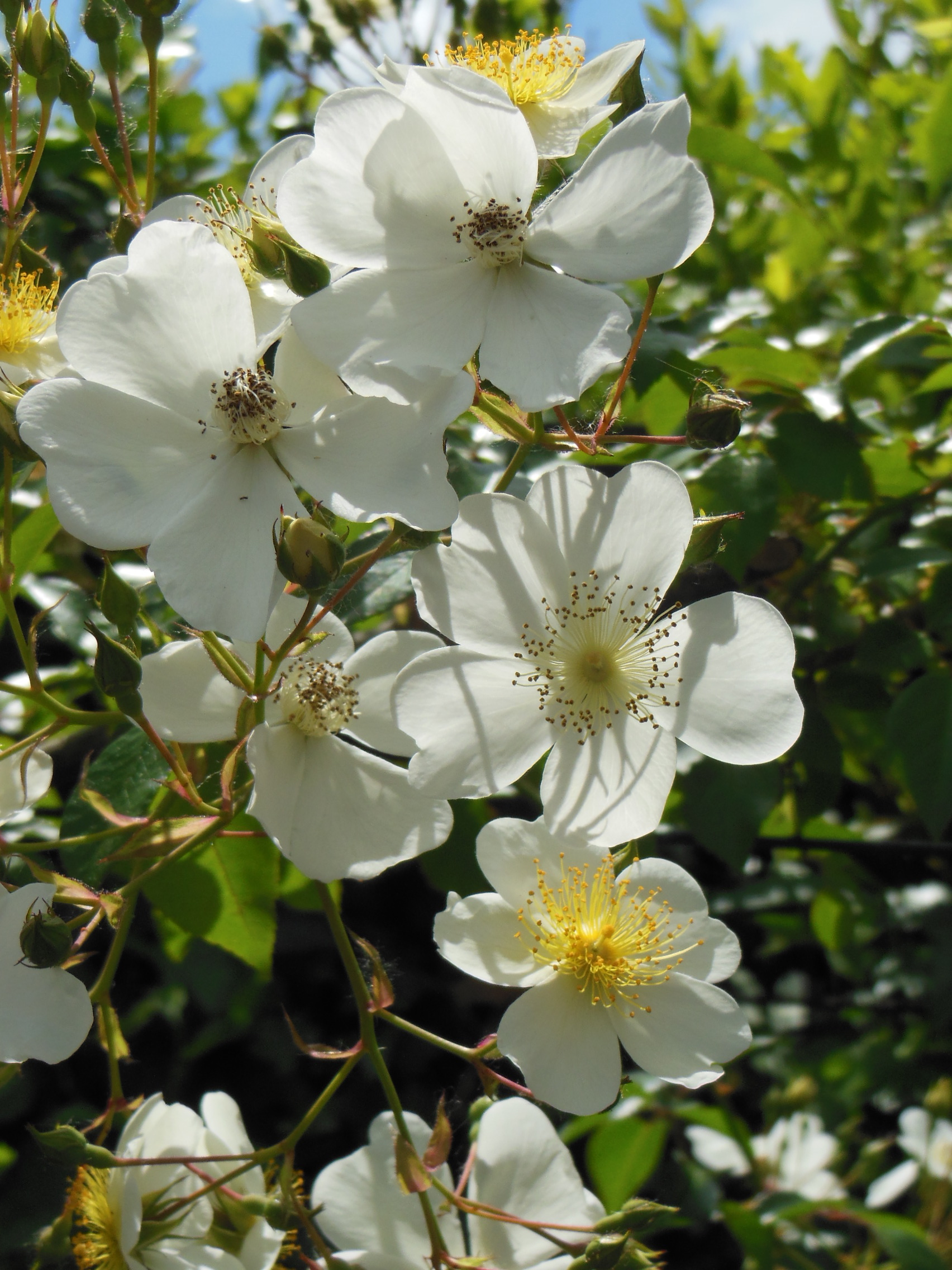
Fleurs de 'Rambling Rector' à la roseraie de Rome
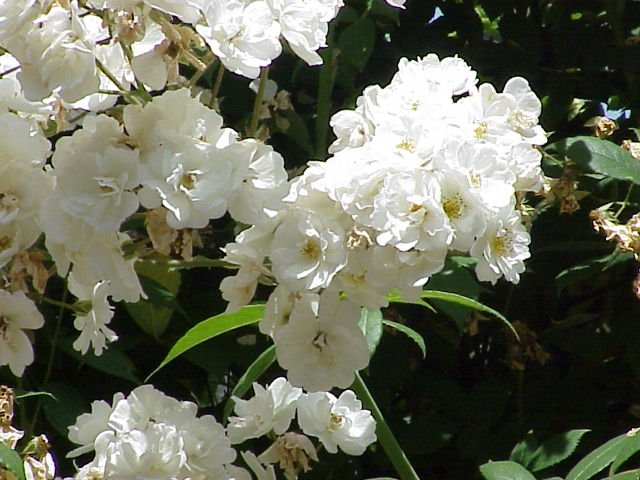
Bouquets de fleurs.
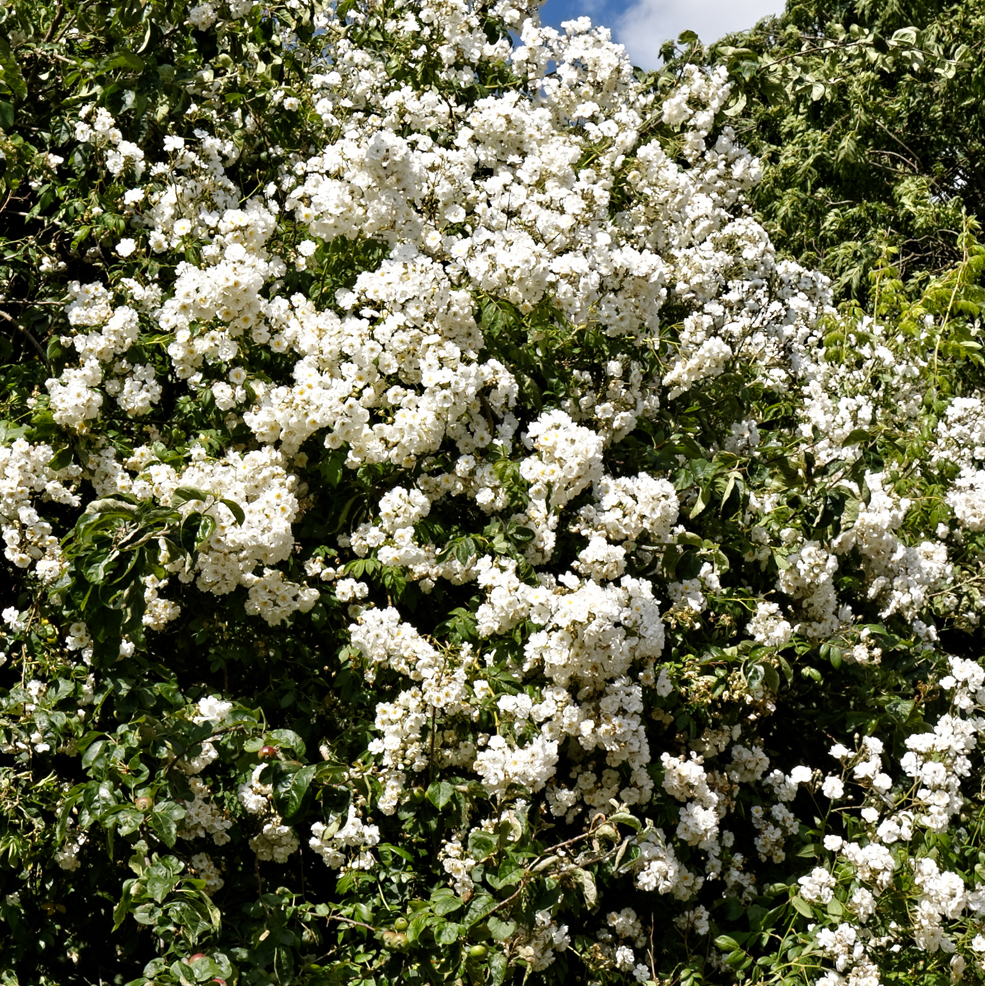
Buisson de 'Rambling Rector' en Angleterre.